# Jason Rueter
Jason Rueter (* 12. März 1977) ist ein US-amerikanisch-deutscher Basketballtrainer und ehemaliger -spieler.

## Werdegang
Im Verlauf der Saison 2000/01 schloss sich Rueter dem deutschen Regionalligaverein BSV Wulfen an. Im Sommer 2001 wechselte Rueter zu den Hertener Löwen (ebenfalls 1. Regionalliga), am Ende der Saison 2001/02 verließ er die Mannschaft wieder.
Im Jahr 2002 war er Spieler des FC Schalke 04. In der Saison 2002/03 spielte Rueter beim SVD 49 Dortmund, dann beim TuS Hilden 96. Ab 2004 weilte er bei den Iserlohn Kangaroos, nahm während der Saison 2004/05 am Übungsbetrieb der Mannschaft teil und gehörte ab 2005, nachdem er die deutsche Staatsbürgerschaft angenommen hatte, fest zur Iserlohner Mannschaft in der 2. Bundesliga.
2007 wechselte Rueter aus Iserlohn zum FC Schalke 04, mit dem er in der 2. Bundesliga ProA antrat. 2008/09 stand er im Aufgebot der NVV Lions Mönchengladbach (1. Regionalliga).
Im Sommer 2009 schloss er sich der BG Dorsten an, spielte für die Herrenmannschaft, bis er sich einen Kreuzbandriss zuzog und betreute danach ab Dezember 2009 als Trainer die BG-Frauen in der 2. Bundesliga. Im März 2011 trat er vom Traineramt zurück.
Im Sommer 2018 wurde Rueter Trainer beim GV Waltrop (2. Regionalliga) und blieb bis Januar 2019 im Amt.

### Sonstiges
Sein Sohn Jalen Joshua wechselte 2024 als Fußballspieler an die St. Cloud State University in den US-Bundesstaat Minnesota.
Rueter ist der Onkel des Basketballspielers Malick Kordel.